# Prefettura di Tokyo (1868-1943)
La Prefettura di Tokyo (東京府?, Tōkyō-fu o anche Tōkei-fu) era una prefettura giapponese con capitale la Città di Tokyo. Fondata nel 1868 fu abolita nel 1943 con la creazione della metropoli di Tōkyō.

## Storia
Nel 1868 (Meiji 1), fu istituito l'Edo-fu (江戸?, prefettura di Edo) a Edo, nella provincia di Musashi, che fu presto rinominata Tokyo-fu, ma con l'abolizione dei domini feudali e l'istituzione delle prefetture nel 1871 (Meiji 4), fu temporaneamente abolita, ma la Prefettura di Tokyo fu presto ristabilita per includere le aree circostanti. Al momento del cambio del nome, la pronuncia era "Tōkei", non "Tōkyō", e i kanji erano "東亰".
Nel 1878, gli antichi distretti ritsuryō furono ripristinati come unità amministrative nelle aree rurali, mentre lo status di quartieri (-ku) fu introdotto di recente per le grandi città. Con la gunkuchōson-hensei-hō (郡区町村編制法?, "Legge sull'organizzazione dei -gun/-ku/-chō/-son"), i quartieri urbani e rurali furono ulteriormente suddivisi in unità urbane e rurali (-machi e -mura, cioè città e villaggi nelle campagne, ma anche unità di quartiere negli insediamenti più grandi). Nel 1880 (Meiji 13) furono incorporate le isole Izu e Ogasawara.
In questo periodo, il 1º maggio 1889 (Meiji 22), le 15 circoscrizioni della Prefettura di Tokyo furono separate dalla prefettura per formare una città, che divenne la Città di Tokyo, ma in virtù di una speciale eccezione al sistema delle città, il sindaco di Tokyo era anche il governatore della prefettura (la carica concomitante del governatore della prefettura come sindaco fu abolita il 1º ottobre 1898).
Nel 1893 (Meiji 26), l'area di Tama fu trasferita dalla prefettura di Kanagawa e nel 1932 (Showa 7), la città di Tokyo fu fusa con le città e i villaggi circostanti per formare 35 circoscrizioni.
Nel corso dei decenni sono stati discussi vari piani per l'unificazione del governo prefettizio e cittadino.
Nel gennaio 1943, il governo presentò alla Dieta imperiale una proposta per l'istituzione della Metropoli di Tokyo (東京都?, Tōkyō-to), che fu approvata e il 1º luglio dello stesso anno fu istituita la Metropoli di Tokyo, abolendo la Prefettura di Tokyo e la Città di Tokyo. L'area dell'ex città di Tokyo si trasformò nei 35 distretti di Tokyo.